# Bojkot (film)
Bojkot – amerykański film historyczny z 2001 roku na podstawie książki Stewarta Burnsa.

## Główne role
- Jeffrey Wright – Martin Luther King
- Terrence Howard – Ralph Abernathy
- CCH Pounder – Jo Ann Robinson
- Carmen Ejogo – Coretta Scott King
- Reg E. Cathey – E.D. Nixon
- Brent Jennings – Rufus Lewis
- Iris Little Thomas – Rosa Parks
- Shawn Michael Howard – Fred Gray
- Erik Dellums – Rustin
- Mike Hodge – Daddy King
- Whitman Mayo – Banyon
- Walter Franks – Fields
- Mert Hatfield – Burmistrz Gayle
- Tom Nowicki – Komisarz Sellars
- Danny Nelson – Komisarz Parks
- E. Roger Mitchell – Bob Phillips
- Heather Salmon – Pani Dunlap
- Clark Johnson – Emory Jackson
- Jack Martin – Clifford Durr
- Crystal Garrett – Juanita Abernathy
- Thomas Jefferson Byrd – Raymond Parks

## Fabuła
1955 rok. W mieście Montgomery w stanie Alabama Rosa Parks, czarnoskóra kobieta nie ustąpiła miejsca białemu w autobusie. Po procesie i skazaniu Rosy czarnoskóra społeczność pod wodzą Martina Luthera Kinga zaczęła roczny bojkot pojazdów komunikacji miejskiej.